# Paratletismo nos Jogos Parapan-Americanos de 2019
As competições de paratletismo nos Jogos Parapan-Americanos de 2019 aconteceram em Lima, entre os dias 24 e 28 de agosto. As provas foram realizadas na Villa Deportiva de Videna.
Ocorreram 123 eventos (72 masculinos e 51 femininos), com a participação de 427 atletas de 27 países. 

## Medalhistas
Os medalhistas parapan-americanos foram:

### Masculino
| Prova                            | Ouro                                    | Ouro     | Prata                                      | Prata    | Bronze                                     | Bronze   |
| -------------------------------- | --------------------------------------- | -------- | ------------------------------------------ | -------- | ------------------------------------------ | -------- |
| 100 metros T11                   | Lucas Prado BRA Brasil                  | 11.25    | Felipe de Souza BRA Brasil                 | 11.25    | David Brown USA Estados Unidos             | 11.39    |
| 100 metros T12                   | Fabrício Júnior Barros BRA Brasil       | 10.97    | Noah Malone USA Estados Unidos             | 11.12    | Leiner Pineda CUB Cuba                     | 11.12    |
| 100 metros T13                   | Agnaldo da Silva BRA Brasil             | 11.37    | Chadwick Campbell JAM Jamaica              | 11.66    |                                            |          |
| 100 metros T35                   | Fábio Bordignon BRA Brasil              | 12.72    | Hernan Barreto ARG Argentina               | 12.84    | Marshall Zackery USA Estados Unidos        | 13:06    |
| 100 metros T36                   | Alexis Chavez ARG Argentina             | 12.24    | Rodrigo Parreira BRA Brasil                | 12.65    | Juan Moreno Marquez COL Colômbia           | 12.76    |
| 100 metros T37                   | Mateus Evangelista BRA Brasil           | 11.68    | Brian Impellizzeri ARG Argentina           | 12.05    | Jonatan da Silva BRA Brasil                | 12.28    |
| 100 metros T38                   | Edson Cavalcante BRA Brasil             | 11.45    | Dixon Hooker COL Colômbia                  | 11.63    | Rodolfo Chessani MEX México                | 11.77    |
| 100 metros T47                   | Petrúcio Ferreira BRA Brasil            | 10.59    | Yohansson Nascimento BRA Brasil            | 11.03    | Raciel Isidoria CUB Cuba                   | 11.19    |
| 100 metros T52                   | Gianfranco Iannotta USA Estados Unidos  | 17.82    | Isaiah Rigo USA Estados Unidos             | 17.89    | Cristian Torres Ortiz COL Colômbia         | 18.26    |
| 100 metros T53                   | Ariosvaldo Fernandes BRA Brasil         | 15.44    | Alexis Gayosso MEX México                  | 15.46    | Fidel Arnoldo Aguilar MEX México           | 16.25    |
| 100 metros T54                   | Juan Pablo Cervantes MEX México         | 14.17    | Erik Hightower USA Estados Unidos          | 14.90    | Gabriel Sosa ARG Argentina                 | 15.13    |
| 100 metros T64                   | Kevan Hueftle USA Estados Unidos        | 11.45    | Jerome Singleton Jr. USA Estados Unidos    | 11.62    | Nicholas Rogers USA Estados Unidos         | 11.63    |
| 200 metros T35                   | Hernan Barreto ARG Argentina            | 26.45    | Marshall Zackery USA Estados Unidos        | 26.64    | Fábio Bordignon BRA Brasil                 | 26.67    |
| 200 metros T37                   | Vítor Antônio de Jesus BRA Brasil       | 23.53    | Mateus Evangelista BRA Brasil              | 24.24    | Brian Leonel Impellizzeri ARG Argentina    | 24.78    |
| 200 metros T64                   | David Prince USA Estados Unidos         | 22.73    | Kevan Hueftle USA Estados Unidos           | 23.21    | Jerome Singleton USA Estados Unidos        | 24.04    |
| 400 metros T11                   | Daniel Mendes da Silva BRA Brasil       | 51.35    | Felipe de Souza BRA Brasil                 | 51.65    | Enderson Vallesteros VEN Venezuela         | 52.15    |
| 400 metros T12                   | Buinder Mermudez COL Colômbia           | 50.66    | Jesús Manuel Valles MEX México             | 51.11    | Fabrício Junior Barros BRA Brasil          | 51.34    |
| 400 metros T13                   | Jorge Benjamin Gonzales MEX México      | 50.94    | Markeith Price USA Estados Unidos          | 51.34    | David Wilker BRA Brasil                    | 51.54    |
| 400 metros T20                   | Daniel Tavares Martins BRA Brasil       | 47.58    | Anderson Colorado ECU Equador              | 57.96    | Luís Rodriguez Bolivar VEN Venezuela       | 49.01    |
| 400 metros T36                   | Alexis Chavez ARG Argentina             | 58.16    | Manuel Zavala MEX México                   | 59.43    | Yonathan Martínez MEX México               | 1:03.38  |
| 400 metros T37                   | Vítor Antônio de Jesus BRA Brasil       | 52.78    | Omar Verduliam VEN Venezuela               | 55.12    | Robert Stanley CAN Canadá                  | 55.22    |
| 400 metros T38                   | Dixon Hooker COL Colômbia               | 52.85    | Zachary Gingras CAN Canadá                 | 53.16    | Weiner Mosquera COL Colômbia               | 55.53    |
| 400 metros T47                   | Petrúcio Ferreira BRA Brasil            | 49.25    | Samuel Colmenares VEN Venezuela            | 50.32    | Renny Segueri VEN Venezuela                | 51.13    |
| 400 metros T52                   | Isaiah Rigo USA Estados Unidos          | 1:04.00  | Cristian Ortiz COL Colômbia                | 1:05.40  | Gianfranco Iannotta USA Estados Unidos     | 1:06.19  |
| 400 metros T53                   | Ariosvaldo Fernandes BRA Brasil         | 54.60    | Philip Croft USA Estados Unidos            | 55.52    | José Miguel Pulido MEX México              | 55.86    |
| 400 metros T54                   | Juan Pablo Cervantes MEX México         | 49.35    | Erik Hightower USA Estados Unidos          | 51.14    | Alejandro Maldonado ARG Argentina          | 51.24    |
| 800 metros T53                   | FidelAguilar MEX México                 | 1:53.39  | Philip Croft USA Estados Unidos            | 1:53.64  | José Miguel Pulido MEX México              | 1:54.09  |
| 800 metros T54 []                | Javier Rojas Diaz COL Colômbia          | 1:43.88  | Pedro Gandarilla MEX México                | 1:44.05  | Alejandro Maldonado ARG Argentina          | 1:44.12  |
| 1500 metros T11                  | Rosbil Guillen PER Peru                 | 4:23.88  | Jimmy Caicedo ECU Equador                  | 4:26.33  | Alejandro Pacheco MEX México               | 4:26.64  |
| 1500 metros T13                  | Jacques Francisco Ortega BRA Brasil     | 4:03.05  | Joel Gomez USA Estados Unidos              | 4:03.22  | Sixto Roman Moreta ECU Equador             | 4:05.24  |
| 1500 metros T20                  | Jorge Madril ARG Argentina              | 4:06.60  | Carmelo Fuentes PUR Porto Rico             | 4:09.75  | Juan Gabriel Pugo ECU Equador              | 4:10.53  |
| 1500 metros T38                  | Nathanial Gray Riech CAN Canadá         | 4:03.72  | Liam Stanley CAN Canadá                    | 4:12.13  | Jhonier Gómez Pinto COL Colômbia           | 4:25.48  |
| 1500 metros T46                  | Mauricio Orrego CHI Chile               | 4:12.35  | Yagonny Reis de Souza BRA Brasil           | 4:12.85  | Efrain Sotacuro PER Peru                   | 4:17.00  |
| 1500 metros T52                  | Isaiah Rigo USA Estados Unidos          | 4:25.65  | Cristian Torres Ortiz COL Colômbia         | 4:35.95  |                                            |          |
| 1500 metros T54                  | Pedro Gandarilla MEX México             | 3:23.26  | Alenadro Maldonado ARG Argentina           | 4:23.38  | Javier Rojas Diaz COL Colômbia             | 4:23.44  |
| 5000 metros T11                  | Darwin Castro Reyes ECU Equador         | 15:52.93 | Luís Sandoval López PER Peru               | 15:54.81 |                                            |          |
| 5000 metros T13                  | Guilherme Ouellet CAN Canadá            | 15:08.68 | Sixto Moreta ECU Equador                   | 15:33.23 | Francisco Jacques BRA Brasil               | 15:41.64 |
| 5000 metros T54                  | Alejandro Maldonado ARG Argentina       | 11:44.86 | Javier Rojas Diaz COL Colômbia             | 11:47.88 | José Miguel Pulido MEX México              | 12:34.73 |
| Salto em altura T42-47/T63-64    | Samuel Grewe USA Estados Unidos         | 190      | Ezra Frech USA Estados Unidos              | 1.74     | Lo Andris González VEN Venezuela           | 1.84     |
| Salto em distância T11/12        | Leiner Pineda CUB Cuba                  | 6.89     | Elexis Gillette USA Estados Unidos         | 6.12     | Ángel Cabeza CUB Cuba                      | 6.67     |
| Salto em distância T13           | Luiz Felipe Rivero CUB Cuba             | 7.31     | Jorge Benajmin González MEX México         | 6.50     |                                            |          |
| Salto em distância T20           | Roberto Carlos Chala ECU Equador        | 6.73     | Damian Carcelen ECU Equador                | 6.58     | Rony Iza ECU Equador                       | 6.49     |
| Salto em distância T36           | Rodrigo Parreira BRA Brasil             | 5.37     | Jesús Bojorquez MEX México                 | 4.55     | Gabriel Niño MEX México                    | 4.36     |
| Salto em distância T37/38        | Brian Leonel Impellizzeri ARG Argentina | 6.21     | Mateus Evangelista BRA Brasil              | 6.02     | Juan Gómez Coa COL Colômbia                | 5.97     |
| Salto em distância T47           | Claudius Fawehinmi USA Estados Unidos   | 7.03     | Tanner Wright USA Estados Unidos           | 6.45     | Raciel Isidoria CUB Cuba                   | 5.77     |
| Salto em distância T63/64        | Trenten Merrill USA Estados Unidos      | 6.94     | Ezra Frech USA Estados Unidos              | 5.43     | Lázaro Lazo CUB Cuba                       | 5.54     |
| Arremesso de peso F11            | Alessandro da Silva BRA Brasil          | 13.17    | Antonio Alexis Ortiz ARG Argentina         | 10.79    | Edwin Rodriguez COL Colômbia               | 10.73    |
| Arremesso de peso F12            | Caio Vinícius da Silva BRA Brasil       | 15.31    | Jonathan Marin ARG Argentina               | 11.76    | Nathanael Sanchéz DOM República Dominicana | 10.13    |
| Arremesso de peso F20            | Jordi Congo ECU Equador                 | 15.96    | Stalin Mosquera ECU Equador                | 15.35    | Frank Peter Yepez ECU Equador              | 13.58    |
| Arremesso de peso F32/33/34      | Maurício Valencia Campo COL Colômbia    | 10.42    | Diego Meneses Medina COL Colômbia          | 10.14    | Gertrudis Ortega PAN Panamá                | 8.03     |
| Arremesso de peso F35/36/37      | Herman Urra ARG Argentina               | 15.09    | João Victor Teixeira de Souza BRA Brasil   | 13.84    | José Román Ruiz MEX México                 | 13.01    |
| Arremesso de peso F40/41         | Hagan Landry USA Estados Unidos         | 12.58    | Andrés Pinillos ARG Argentina              | 8.02     | Jair Henrique Souza BRA Brasil             | 7.92     |
| Arremesso de peso F46            | Joshua Cinnamo USA Estados Unidos       | 16.49    | Gregory Stewart CAN Canadá                 | 14.96    | Abrahan Ortega VEN Venezuela               | 14.67    |
| Arremesso de peso F53/54         | Johnatan Salinas MEX México             | 10.29    | Scot Severn USA Estados Unidos             | 7.92     | André Luís da Rocha BRA Brasil             | 8.53     |
| Arremesso de peso F55            | Wallace de Oliveira BRA Brasil          | 11.08    | Francisco Cedeño PAN Panamá                | 9.98     | Sandro Varela BRA Brasil                   | 8.82     |
| Arremesso de peso F57            | Thiago Paulino BRA Brasil               | 15.26    | Claudiney Batista BRA Brasil               | 11.55    | Pablo Damian Giménez ARG Argentina         | 12.38    |
| Arremesso de peso F63            | Mauro Evaristo de Sousa BRA Brasil      | 13.00    | Carlos Felipa PER Peru                     | 10.71    |                                            |          |
| Lançamento de disco F11          | Alessandro da Silva BRA Brasil          | 45.34    | Antonio Alexis Ortiz ARG Argentina         | 30.97    | Edwin Rodriguez COL Colômbia               | 30.24    |
| Lançamento de disco F37          | Edwars Meza VEN Venezuela               | 52.63    | João Victor de Souza BRA Brasil            | 48.97    | Rodrigo de la Torre MEX México             | 47.34    |
| Lançamento de disco F56          | Claudiney Batista BRA Brasil            | 43.55    | Ricardo Robles MEX México                  | 37.14    | José Ángel Archer MEX México               | 35.04    |
| Lançamento de disco F64          | Wimana Akeem TTO Trinidad e Tobago      | 63.70    | Jeremy Campbell USA Estados Unidos         | 62.92    |                                            |          |
| Lançamento de dardo F13          | Ulicer Cruz CUB Cuba                    | 59.12    | Nathanael Sánchez DOM República Dominicana | 41.02    |                                            |          |
| Lançamento de dardo F34          | Mauricio Valencia Campo COL Colômbia    | 34.13    | Diego Meneses Medina COL Colômbia          | 33.27    |                                            |          |
| Lançamento de dardo F37/38       | Luis Fernando Lucumi COL Colômbia       | 53.82    | Bryan Enriquez MEX México                  | 45.99    | Cody Jones USA Estados Unidos              | 44.92    |
| Lançamento de dardo F41          | Jair Henrique Souza BRA Brasil          | 29.53    | Jesús Esteban Morales MEX México           | 25.57    |                                            |          |
| Lançamento de dardo F46 detalhes | Guillermo Varona CUB Cuba               | 59.95    | Eliezer Gabriel MEX México                 | 57.09    | Matias Leonel Puebla ARG Argentina         | 48.38    |
| Lançamento de dardo F54          | Justin Phongsavanh USA Estados Unidos   | 30.56    | Edgar Ulises Fuentes USA Estados Unidos    | 27.63    | Fernando de la Calleja MEX México          | 22.62    |
| Lançamento de dardo F55          | Sandro Varello BRA Brasil               | 31.30    | Wallace de Oliveira BRA Brasil             | 27.42    | Joe Yorley Gonzalez COL Colômbia           | 25.80    |
| Lançamento de dardo F57          | Cícero Valdiran Lins Nobre BRA Brasil   | 44.65    | Edgar Barajas MEX México                   | 42.89    | Zaith Flores MEX México                    | 39.75    |
| Lançamento de dardo F64          | Gerdan Bernal CUB Cuba                  | 55.88    | Wimana Akeem Stewart TTO Trinidad e Tobago | 55.42    | Francisco Jefferson de Lima BRA Brasil     | 54.99    |

### Feminino
| Prova                            | Ouro                                       | Ouro    | Prata                                  | Prata   | Bronze                                     | Bronze  |
| -------------------------------- | ------------------------------------------ | ------- | -------------------------------------- | ------- | ------------------------------------------ | ------- |
| 100 metros T11                   | Jerusa Geber BRA Brasil                    | 12.28   | Thalita Simplício BRA Brasil           | 12.38   | Lorena Salvatini BRA Brasil                | 12.40   |
| 100 metros T12                   | Omara Durand CUB Cuba                      | 11.76   | Viviane Ferreira Soares BRA Brasil     | 12.41   | Gabriela Mendonça BRA Brasil               | 12.45   |
| 100 metros T13                   | Kymberly Crosby USA Estados Unidos         | 12.43   | Rayane Soares da Silva BRA Brasil      | 12.48   | Blanca Cerrudo ARG Argentina               | 13.72   |
| 100 metros T36                   | Yanina Martínez ARG Argentina              | 14.54   | Tascitha Oliveira Cruz BRA Brasil      | 14.89   | Martha Liliana Hernandéz COL Colômbia      | 15.25   |
| 100 metros T37                   | Jaleen Roberts USA Estados Unidos          | 13.78   | Verônica Hipólito BRA Brasil           | 14.17   | Yescarly Medina VEN Venezuela              | 1498    |
| 100 metros T38                   | Lucía Muro MEX México                      | 14.33   | Karla Sofia Cárdenas MEX México        | 14.38   | Jenifer Martins dos Santos BRA Brasil      | 14.61   |
| 100 metros T47                   | Deha Young USA Estados Unidos              | 12.04   | Lisbeli Vera Andrade VEN Venezuela     | 12.39   | Luísa Cubillos COL Colômbia                | 13.18   |
| 100 metros T53                   | Jessia CooperLewis BER Bermudas            | 17.36   | Kelsey Le Fevour USA Estados Unidos    | 17.81   | Lucero Anahí Vazquez MEX México            | 19.15   |
| 100 metros T54                   | Hannah Dederick USA Estados Unidos         | 17.30   | Valeria Jara ARG Argentina             | 18.32   | Lucía Montenegro ARG Argentina             | 18.36   |
| 100 metros T64                   | Nyoshia Cain-Claxton TTO Trinidad e Tobago | 13.38   | Beatriz Hatz USA Estados Unidos        | 13.71   | Catherine Carey USA Estados Unidos         | 14.07   |
| 200 metros T11                   | Jerusa Geber BRA Brasil                    | 25.05   | Thalitha Simplício BRA Brasil          | 25.15   | Lorena Salvatini BRA Brasil                | 25.84   |
| 200 metros T12                   | Omara Durand CUB Cuba                      | 23.67   | Greilyz Villarroel VEN Venezuela       | 25.58   | Viviane Ferreira BRA Brasil                | 26.09   |
| 200 metros T36                   | Yanina Martinez ARG Argentina              | 31.02   | Tascitha Oliveira BRA Brasil           | 31.16   | Daniela Rodriguez COL Colômbia             | 32.20   |
| 200 metros T37                   | Jaleen Roberts USA Estados Unidos          | 28.30   | Verônica Hipólito BRA Brasil           | 30.99   | Lis Scaroni ARG Argentina                  | 31.53   |
| 200 metros T47                   | Deja Young USA Estados Unidos              | 24.86   | Lisbeli Vera Andrade VEN Venezuela     | 25.46   | Fernanda Yara da Silva BRA Brasil          | 26.37   |
| 200 metros T64                   | Sydney Barta USA Estados Unidos            | 28.09   | Beatriz Hatz USA Estados Unidos        | 28.13   | Nyoshia Cain-Claxton TTO Trinidad e Tobago | 28.81   |
| 400 metros T11                   | Jhúlia dos Santos Dias BRA Brasil          | 58.93   | Linda Pérez Lopez VEN Venezuela        | 1:00.29 | Diana Coraza MEX México                    | 1:01.81 |
| 400 metros T12                   | Omara Durand CUB Cuba                      | 52.11   | Greilyz Villarroel VEN Venezuela       | 57.98   | Ketyla Paula Pereira BRA Brasil            | 58.91   |
| 400 metros T20                   | Breanna Clark USA Estados Unidos           | 57.09   | Norkelys González VEN Venezuela        | 59.81   | Cinthya de Anda MEX México                 | 1:01.35 |
| 400 metros T38                   | Lucía Fernanda Muro MEX México             | 1:07.01 | Karla Sofía Cárdenas MEX México        | 1:09.19 | Catarina Guimarães USA Estados Unidos      | 1:10.09 |
| 400 metros T47                   | Lisbeli Vera VEN Venezuela                 | 59.10   | Amanda Cerna Gamboa CHI Chile          | 1:00.07 | Fernanda Yara da Silva BRA Brasil          | 1:00.91 |
| 400 metros T53 []                | Jessica Cooper Lewis BER Bermudas          | 1:01.95 | Yen Hoang USA Estados Unidos           | 1:02.95 | Kelsey le Fevour USA Estados Unidos        | 1:02.97 |
| 400 metros T54                   | Hannah Dederick USA Estados Unidos         | 58.96   | Jenna Fesemyer USA Estados Unidos      | 59.68   | Elizabeth Floch USA Estados Unidos         | 1:06.00 |
| 800 metros T53                   | Yen Hoang USA Estados Unidos               | 2:08.09 | Jessica Cooper Lewis BER Bermudas      | 2:08.99 |                                            |         |
| 800 metros T54                   | Jenna Fesemyer USA Estados Unidos          | 2:02.52 | Hannah Dederick USA Estados Unidos     | 2:06.30 | Arielle Rausin USA Estados Unidos          | 2:12.87 |
| 1500 metros T11                  | Monica Saavedra MEX México                 | 4:52.80 | Maritza Buitrago COL Colômbia          | 4:56.53 | Margarita Faundez CHI Chile                | 5:11.20 |
| 1500 metros T13                  | Daniela Eugenia Velasco MEX México         | 4:39.63 | Francy Osorio COL Colômbia             | 4:40.62 | Jessica Marcela Gonzalez COL Colômbia      | 5:54.77 |
| Salto em distância T11/12        | Gabriela Mendonça BRA Brasil               | 5.34    | Clélia Rodrigues BRA Brasil            | 4.15    | Rosario Coppola ARG Argentina              | 4.15    |
| Salto em distância T36/37/38     | Jaleen Roberts USA Estados Unidos          | 4.68    | Jenifer Martins BRA Brasil             | 4.06    | Catarina Guimaraes USA Estados Unidos      | 4.05    |
| Salto em distância 42-44/T61-63  | Scout Basset USA Estados Unidos            | 3.58    | Lacey Henderson USA Estados Unidos     | 3.39    | Catherine Carey USA Estados Unidos         | 4:45    |
| Salto em distância T47           | Kiara Rodrigues ECU Equador                | 5.25    | Taleah Williams USA Estados Unidos     | 5.16    | Aldana Ibañez ARG Argentina                | 5.03    |
| Arremesso de peso F12            | Rebeca Valenzuela MEX México               | 13.39   | Florencia Bélen Romero ARG Argentina   | 9.67    | Izabela Silva BRA Brasil                   | 9.62    |
| Arremesso de peso F20            | Poleth Mendes ECU Equador                  | 12.75   | Anais Mendez ECU Equador               | 11.89   |                                            |         |
| Arremesso de peso F32/33/34      | Nhora Medina COL Colômbia                  | 6.77    | Leylane de Castro Moura BRA Brasil     | 5.03    | Wendis Viloria VEN Venezuela               | 6.20    |
| Arremesso de peso F35/36/37      | Martha Liliana Hernandez COL Colômbia      | 8.60    | Yomaira Epieyu VEN Venezuela           | 9.07    | Marivana Oliveira BRA Brasil               | 9.07    |
| Arremesso de peso F40/41         | Mayerli Ariza COL Colômbia                 | 8.54    | Agustina Antonella Ruiz ARG Argentina  | 8.34    | Thalia de Souza Pereira BRA Brasil         | 7:53    |
| Arremesso de peso F53/54/55      | Rosa María Guerrerro MEX México            | 8.11    | María Francisca Mardones CHI Chile     | 7.67    | Sebastianan Arellano USA Estados Unidos    | 7.63    |
| Arremesso de peso F57            | María de los Ángeles Ortiz MEX México      | 10.57   | Tuany Priscila Barbosa BRA Brasil      | 9.83    |                                            |         |
| Lançamento de disco F11          | Izabela Silva BRA Brasil                   | 35.32   | Yesenia Restrepo COL Colômbia          | 35.12   | Florencia Romero ARG Argentina             | 28.54   |
| Lançamento de disco F38          | Jennifer Brown CAN Canadá                  | 29.35   | Dahianna Reysu COL Colômbia            | 25.26   | Yomaira Epiey VEN Venezuela                | 24.16   |
| Lançamento de disco F41          | Agustina Antonella Ruiz ARG Argentina      | 25.80   | Thalia de Souza Pereira BRA Brasil     | 24.82   | Mayerli Ariza COL Colômbia                 | 23.58   |
| Lançamento de disco F53          | Elizabeth Rodrigues BRA Brasil             | 16.67   | Leticia Delgado MEX México             | 11.88   |                                            |         |
| Lançamento de disco F55          | Rosa María Guerrero MEX México             | 22.64   | Erica Castaño COL Colômbia             | 22.42   | Belen Montserrat Sánchez MEX México        | 22.25   |
| Lançamento de disco F57          | Floralia Bernal MEX México                 | 29.91   | Catalina Rosales MEX México            | 24.96   | Tuany Barbosa BRA Brasil                   | 22.56   |
| Lançamento de disco F64          | Jessica Heims USA Estados Unidos           | 34.40   | Noraivis de las Heras CUB Cuba         | 29.80   | Sydney Barta USA Estados Unidos            | 26.71   |
| Lançamento de dardo F11/12/13    | Rebeca Valenzuela MEX México               | 34.46   | Márcia Cristina de Almeida BRA Brasil  | 19.94   | Izabela Silva Campos BRA Brasil            | 18.66   |
| Lançamento de dardo F54          | Yanive Martinez COL Colômbia               | 16.92   | Sebastiana Arellano USA Estados Unidos | 15.46   | Poliana de Fátima Sousa BRA Brasil         | 14.00   |
| Lançamento de dardo F56 detalhes | Raíssa Rocha Machado BRA Brasil            | 22.64   | Santana Campbell JAM Jamaica           | 18.00   | Yessica de la Luz Jimenez MEX México       | 16.98   |

### Misto
| Prova                              | Ouro                                                                    | Ouro  | Prata                                                                                | Prata | Bronze | Bronze |
| ---------------------------------- | ----------------------------------------------------------------------- | ----- | ------------------------------------------------------------------------------------ | ----- | --- | ------ |
| Revezamento universal 4x100 metros | Deja Young Erik HightoweR Jaleen Roberts Noah Malone USA Estados Unidos | 47.94 | Arisovaldo Fernandes Petrúcio Ferreira Verônica Hipólito Viviane Ferreira BRA Brasil | 49.72 | Yamil Acosta Luísa Cubillos Martha Liliana Hernandéz Sairo Lopez Jessica Marcela González Roberth Estefan Achipiz Javier Rojas COL Colômbia | 52.69  |

## Quadro de medalhas
| Ordem | País                     | Medalha de ouro | Medalha de prata | Medalha de bronze | Total |
| ----- | ------------------------ | --------------- | ---------------- | ----------------- | ----- |
| 1     | BRA Brasil               | 33              | 26               | 23                | 82    |
| 2     | USA Estados Unidos       | 27              | 27               | 16                | 70    |
| 3     | MEX México               | 16              | 16               | 18                | 50    |
| 4     | COL Colômbia             | 10              | 11               | 14                | 35    |
| 5     | ARG Argentina            | 10              | 10               | 12                | 32    |
| 6     | CUB Cuba                 | 8               | 1                | 5                 | 14    |
| 7     | ECU Equador              | 5               | 6                | 4                 | 15    |
| 8     | CAN Canadá               | 3               | 3                | 1                 | 7     |
| 9     | VEN Venezuela            | 2               | 9                | 8                 | 19    |
| 10    | TTO Trinidad e Tobago    | 2               | 1                | 1                 | 4     |
| 11    | BER Bermudas             | 2               | 1                |                   | 3     |
| 12    | CHI Chile                | 1               | 2                | 1                 | 4     |
|       | PER Peru                 | 1               | 2                | 1                 | 4     |
| 14    | JAM Jamaica              |                 | 2                |                   | 2     |
| 15    | DOM República Dominicana |                 | 1                | 1                 | 2     |
|       | PAN Panamá               |                 | 1                | 1                 | 2     |
| 17    | PUR Porto Rico           |                 | 1                |                   | 1     |
| TOTAL | TOTAL                    | 119             | 119              | 105               | 343   |